# 香芝郵便局
香芝郵便局（かしばゆうびんきょく）は、奈良県香芝市にある郵便局。民営化前の分類では集配普通郵便局であった。

## 概要
住所：〒639-0299 奈良県香芝市下田西2-2-10

## 沿革
- 1874年（明治7年）7月 - 下田（しもだ）郵便取扱所として開設[1]。
- 1875年（明治8年）1月1日 - 下田郵便局（五等）となる。
- 1885年（明治18年）10月1日 - 貯金取扱を開始。
- 1890年（明治23年）12月16日 - 為替取扱を開始。
- 1964年（昭和39年）11月29日 - 電話交換、和文電報配達および国内欧文電報受付・配達業務を香芝電報電話局に移管[2]。
- 1966年（昭和41年）10月1日 - 香芝郵便局に改称。同日、特定郵便局より普通郵便局に局種別改定。
- 1991年（平成3年）4月15日 - 北葛城郡香芝町下田東四丁目から同町下田西二丁目に移転。
- 1999年（平成11年） - 外国通貨の両替および旅行小切手の売買に関する業務取扱を開始。
- 2007年（平成19年）10月1日 - 民営化に伴い、併設された郵便事業香芝支店に一部業務を移管。
- 2012年（平成24年）10月1日 - 日本郵便株式会社発足に伴い、郵便事業香芝支店を香芝郵便局に統合。
- 2022年（令和4年）4月1日-かんぽサービス部を設置。

## 取扱内容
- 郵便、印紙、ゆうパック、内容証明
- 貯金、為替、振替、振込、国際送金、外貨両替・トラベラーズチェック、国債、投資信託
- 生命保険、バイク自賠責保険、自動車保険
- ゆうちょ銀行ATM
- 「639-02xx」区域（香芝市の全域、北葛城郡上牧町の全域、葛城市（旧北葛城郡當麻町域の一部[3]））の集配業務
- ゆうゆう窓口

## 風景印
- 図柄は當麻寺三重塔と二上山。局名表記は「香芝」
- 使用開始日は1979年（昭和54年）8月28日

## 周辺
- 香芝市役所
- 香芝市総合体育館
- ふたかみ文化センター
- 鹿嶋神社
- 国道168号

## アクセス
- 近鉄大阪線 近鉄下田駅から徒歩約4分
- JR和歌山線 香芝駅から徒歩約7分
- 西名阪自動車道 香芝ICから南へ約2.5km
- 国道165号沿い
- 駐車場あり：18台